# Gobierno de la República Popular China
El Gobierno de la República Popular China (chino simplificado: 中华人民共和国政府; chino tradicional: 中華人民共和國政府; pinyin: Zhōnghuá Rénmín Gònghéguó Zhèngfǔ) es colectivamente la autoridad estatal en la República Popular China (RPC) bajo la dirección política exclusiva del Partido Comunista Chino (PCCh). Está formado por los poderes legislativo, ejecutivo, militar, de supervisión, judicial y fiscal.

Artículo N.º 1
La República Popular China es un Estado socialista bajo la dictadura democrática del pueblo dirigida por la clase obrera y basada en la alianza de obreros y campesinos.
El sistema socialista es el sistema básico de la República Popular China. Se prohíbe la perturbación del sistema socialista por parte de cualquier organización o individuo.
Constitución de la República Popular China

El Congreso Nacional del Pueblo (CNP) es el máximo órgano del Estado, con control sobre la constitución y las leyes básicas, así como sobre la elección y supervisión de los funcionarios de otros órganos del gobierno. El congreso se reúne anualmente durante unas dos semanas en marzo para examinar y aprobar las principales nuevas orientaciones políticas, las leyes, el presupuesto y los principales cambios de personal. El Comité Permanente del CNP es el órgano legislativo permanente que adopta la mayor parte de la legislación nacional, interpreta la constitución y las leyes y realiza revisiones constitucionales. El Presidente actúa como jefe de Estado en cumplimiento de las decisiones tomadas por el CNPP, pero ejerce un poder independiente para nombrar al Primer Ministro. Elegido por separado por el CNP, el vicepresidente no tiene poder por sí mismo, pero asiste al Presidente.
El Consejo de Estado, también denominado Gobierno Popular Central, es el órgano ejecutivo de China, encabezado por el Primer Ministro. Además del Primer Ministro, el Consejo de Estado cuenta con un número variable de vice primeros ministros, cinco consejeros de Estado (protocolo igual al de los vice primeros ministros pero con carteras más limitadas), el Secretario General y 26 ministros y otros jefes de departamento a nivel de gabinete. Está formado por ministerios y organismos con carteras específicas. El Consejo de Estado presenta la mayoría de las iniciativas al CNPSC para su consideración, tras la aprobación previa del Comité Permanente del Politburó del PCCh, que está encabezado por el Secretario General del PCCh (Líder Supremo). El CNP aprueba generalmente la política del Consejo de Estado, aunque ocasionalmente obliga a revisar las leyes propuestas.
Los órganos judiciales de China desempeñan funciones de fiscalía y de tribunal. Los tribunales de China están supervisados por el Tribunal Popular Supremo (SPC), dirigido por el presidente del Tribunal Supremo. La Fiscalía Popular Suprema (SPP) es responsable de los procesos y supervisa las fiscalías a nivel provincial, de prefectura y de condado. Al mismo nivel administrativo que la SPC y la SPP, se creó en 2018 la Comisión Nacional de Supervisión (CNS) para investigar la corrupción en el seno del PCC y los órganos del Estado.
Durante la década de 1980 se intentó separar las funciones del partido y del Estado, de modo que el primero decidiera la política general y el segundo la llevara a cabo. El intento se abandonó en la década de 1990, con el resultado de que los dirigentes políticos del Estado son también los dirigentes del PCCh. Esta estructura dual crea así un único gobierno centralizado. Al mismo tiempo, se ha producido un movimiento para separar los cargos del partido y del Estado en niveles distintos del gobierno central, ya que no es inaudito que un ejecutivo subnacional sea también secretario del partido. Esto suele provocar conflictos entre el jefe del ejecutivo y el secretario del partido, lo que se considera intencionado para evitar que ninguno de los dos adquiera demasiado poder. Algunos casos especiales son: las Regiones Administrativas Especiales de Hong Kong y Macao, donde, de acuerdo con la constitución y la ley básica respectiva, la mayoría de las leyes nacionales no se aplican; y las regiones autónomas, donde, siguiendo la práctica soviética, el jefe del ejecutivo suele ser un miembro del grupo étnico local, mientras que el secretario del PCCh no es local y suele ser chino han.

## Constitución
La Constitución china se creó por primera vez el 20 de septiembre de 1954, antes de lo cual estaba en vigor un documento provisional similar a una constitución creado por la Conferencia Consultiva Política del Pueblo Chino. La segunda promulgación, en 1975, redujo la Constitución a sólo unos 30 artículos, que contenían eslóganes comunistas y lenguaje revolucionario en todo el texto. Se redujo el papel de los tribunales y desapareció la Presidencia. La tercera promulgación, en 1978, amplió el número de artículos, pero seguía bajo la influencia de la muy reciente Revolución Cultural.
La constitución actual es la cuarta promulgación de la RPC, declarada el 4 de diciembre de 1982, y ha servido como constitución estable durante 30 años. Bajo la constitución, se normalizaron las funciones de la presidencia y los tribunales, y se declaró la igualdad de todos los ciudadanos. Las enmiendas de 1988, 1993, 1999, 2004 y 2018 reconocieron la propiedad privada, salvaguardaron los derechos humanos y promovieron aún más el sector privado de la economía.
El poder legal del PCCh está garantizado por la Constitución de la RPC y su posición como autoridad política suprema en la República Popular China se materializa a través de su control exhaustivo del Estado, el ejército y los medios de comunicación.

## Gobierno Nacional de la RPC

### Poder Legislativo
La Asamblea Popular Nacional (APN) es el órgano legislativo nacional de la República Popular China. Con 2.924 miembros en 2017, es el mayor órgano parlamentario del mundo. Según la Constitución actual de China, la APN está estructurada como una legislatura unicameral, con poder para legislar, supervisar las operaciones del gobierno y elegir a los principales funcionarios del Estado. Sus delegados son elegidos para un mandato de cinco años mediante un sistema electoral de varios niveles. El CNP y el Comité Nacional de la Conferencia Consultiva Política del Pueblo (CCPP), un órgano consultivo cuyos miembros representan a diversos grupos sociales, son los principales órganos de deliberación de China, y a menudo se les conoce como el Lianghui ("Dos Sesiones").
La APN, elegida por un mandato de cinco años, celebra sesiones anuales cada primavera, que suelen durar de 10 a 14 días, en el Gran Salón del Pueblo, en el lado oeste de la plaza de Tiananmen, en Pekín. Estas reuniones anuales suelen coincidir con las reuniones de la CCPCCh, lo que ofrece a los funcionarios del Estado la oportunidad de revisar las políticas pasadas y presentar los planes futuros a la nación. La cuarta sesión de la XII APN se celebró del 5 al 16 de marzo de 2016.
En general, la APN tiene fama de aprobar el trabajo del Consejo de Estado y de no participar demasiado en la elaboración de leyes. Sin embargo, el CNP y su Comité Permanente se imponen ocasionalmente. Por ejemplo, el Consejo de Estado y el PCC fueron incapaces de conseguir la aprobación de un impuesto sobre el combustible en 2009 para financiar la construcción de autopistas.

### Poder Ejecutivo
El Consejo de Estado es la principal autoridad de la República Popular China. Es designado por la Asamblea Popular Nacional y está presidido por el Primer Ministro de China e incluye a los jefes de cada departamento y agencia gubernamental. Hay unos 50 miembros en el consejo. En la política de la República Popular China, el Gobierno Popular Central constituye uno de los tres poderes interconectados, siendo los otros el Partido Comunista Chino y el Ejército Popular de Liberación. El Consejo de Estado supervisa directamente a los distintos Gobiernos Populares subordinados de las provincias y, en la práctica, mantiene un engranaje con los niveles superiores del PCCh.
Actualmente, el primer ministro del Consejo de Estado es Li Keqiang y los vicepresidentes son Han Zheng, Sun Chunlan, Hu Chunhua y Liu He. Junto con los cinco Consejeros de Estado, forman el gabinete interno que se reúne regularmente para la Reunión Ejecutiva del Consejo de Estado.

### Poder Judicial

Emblema de los Tribunales Populares.

Emblema de la Procuraduría del Pueblo

El Tribunal Popular Supremo es el órgano judicial de la República Popular China. Hong Kong y Macao, como regiones administrativas especiales, tienen sistemas judiciales separados basados en las tradiciones británicas de derecho consuetudinario y portugués de derecho civil, respectivamente, y están fuera de la jurisdicción del Tribunal Popular Supremo. Los jueces del Tribunal Popular Supremo son nombrados por la Asamblea Popular Nacional.
A partir de 2018, el presidente del SPC y el fiscal general del SPP son Zhou Qiang y Zhang Jun, respectivamente.

## Otras instituciones del Estado

### Comisión Militar Central
La Comisión Militar Central (CMC) ejerce el mando y control del Ejército Popular de Liberación (EPL) y está supervisada por el Comité Permanente de la Asamblea Popular Nacional. Se considera nominalmente el órgano supremo de la política militar y su presidente, elegido por la Asamblea Popular Nacional. El mando y control real del EPL reside en la Comisión Militar Central del Comité Central del PCCh.
La comisión está dirigida por el presidente de la CMC, que es también el comandante en jefe de las fuerzas armadas nacionales, incluyendo el Ejército Popular de Liberación (EPL), la Policía Armada Popular (PAP) y la Milicia.
Actualmente el presidente de la Comisión Militar Central es Xi Jinping.

### Comisión Nacional de Supervisión
La Comisión Nacional de Supervisión (CNS) es el máximo organismo de supervisión (anticorrupción) de la RPC. Con el mismo rango administrativo que el Tribunal Popular Supremo y la Procuradoría Popular Suprema, supervisa a todos los funcionarios públicos que ejercen el poder público. Su funcionamiento está fusionado con la Comisión Central de Inspección Disciplinaria del PCCh y sustituye al antiguo Ministerio de Supervisión.
Actualmente, el director de la Comisión Nacional de Supervisión es Yang Xiaodu.

## Gobiernos provinciales y locales
Los gobernadores de las provincias y regiones autónomas de China y los alcaldes de los municipios controlados por el gobierno central de Pekín son nombrados por el gobierno central tras recibir el consentimiento nominal de la Asamblea Popular Nacional (APN). Las regiones administrativas especiales (RAE) de Hong Kong y Macao gozan de cierta autonomía local, ya que tienen gobiernos, sistemas jurídicos y leyes constitucionales básicas independientes, pero están bajo el control de Pekín en cuestiones de política exterior y seguridad nacional, y sus jefes ejecutivos son elegidos a dedo por el gobierno central.

Artículo N.º 95
Los congresos populares y los gobiernos populares se establecen en las provincias, los municipios que dependen directamente del Gobierno Central, los condados, las ciudades, los distritos municipales, los municipios, los municipios de nacionalidad y las ciudades.
La organización de los congresos populares locales y de los gobiernos populares locales en los distintos niveles está prescrita por la ley.
Los órganos de autogobierno se establecen en las regiones autónomas, las prefecturas autónomas y los condados autónomos. La organización y los procedimientos de trabajo de los órganos de autogobierno se prescriben por ley de acuerdo con los principios básicos establecidos en las secciones 5 y 6 del capítulo III de la Constitución.
Constitución de la República Popular China

Los condados se dividen en municipios y aldeas. Aunque la mayoría están dirigidos por funcionarios designados, algunas jurisdicciones de nivel inferior tienen elecciones populares directas. Los órganos de las áreas étnicas autónomas (regiones, prefecturas y condados) -congresos populares y gobiernos populares- ejercen los mismos poderes que sus homólogos provinciales, pero se guían además por la Ley de Autonomía Étnica Regional y requieren la aprobación del Comité Permanente del CNP para las regulaciones que promulgan "en el ejercicio de la autonomía" y "a la luz de las características políticas, económicas y culturales del grupo o grupos étnicos de las áreas".
Aunque operan bajo el estricto control y supervisión del gobierno central, los gobiernos locales de China gestionan una parte relativamente alta de los ingresos y gastos fiscales.